# Direktøren for det hele
Direktøren for det hele (Brasil: O Grande Chefe / Portugal: O Chefe Disto Tudo) é um filme de 2006 dirigido por Lars von Trier.
O Grande Chefe foi editado usando a técnica Automavision, pela qual os ângulos e movimentos das câmeras são decididos por computador, sem a interferência humana.

## Sinopse
Empresário do ramo de tecnologia da informação, Ravn (Peter Gantzler), inventa para os seus funcionários um presidente fictício, responsável por todas as decisões impopulares. Decidido a vender a empresa, Ravn precisa de um presidente, pois o comprador só aceita tratar diretamente com quem decide.
Impedido de revelar-se para não atrair a impopularidade para si, Ravn contrata um ator desempregado (Jens Albinus) para representar o presidente, que passará a receber todas as queixas e demandas dos funcionários.

## Elenco
- Jens Albinus ... Kristoffer - o ator / Svend E - o presidente
- Peter Gantzler ... Ravn
- Friörik Pór Friöriksson ... Finnur
- Benedikt Erlingsson ... Tolk
- Iben Hjejle ... Lise
- Henrik Prip ... Nalle
- Mia Lyhne ... Heidi A.
- Casper Christensen ... Gorm
- Louise Mieritz ... Mette
- Jean-Marc Barr ... Spencer
- Anders Hove ... Jokumsen

## Recepção
O Metacritic, que usa uma média ponderada, atribuiu ao filme uma pontuação de 71 em 100, baseado em 17 críticos, indicando críticas "geralmente favoráveis".